# Paranavaí (tiểu vùng)
Paranavaí là một tiểu vùng thuộc bang Paraná, Brasil. Tiều vùng này có diện tích 10249 km², dân số năm 2007 là 257777 người.